# Nisses böcker
Nisses böcker var ett svenskt serie- och bokförlag. Det startades 2005 av Dagens Nyheters tidigare serieredaktör Nisse Larsson, med målsättningen att ge ut tecknade serier för vuxna. Därefter breddades utgivningen med bland annat barnböcker och diktsamlingar. 2013 avvecklades förlaget.

## Utgivning
Nisses böcker gav bland annat ut Assar och andra serier av Ulf Lundkvist. Dessutom tryckte man 13 böcker med serieversionen av Barna Hedenhös. Förlaget gav även ut tre volymer som samlade Arja Kajermos strippar i Tuula, en serie som löpande trycks i fackförbundstidningen Dagens Arbete.
2013 lade förlaget ner utgivningen, efter att bland annat Assar året innan slutat publiceras i DN. Barna Hedenhös-utgivningen togs därefter över av Urax förlag, medan Assar flyttade till ETC förlag.

## Källhänvisningar
1. ↑  Bolagsverket.se. Läst 13 juni 2014.
2. ↑  "Nisses Böcker". Arkiverad 14 juli 2014 hämtat från the Wayback Machine. Foretagsfakta.se. Läst 13 juni 2014.
3. 1 2  http://www.google.se/url?sa=t&rct=j&q=&esrc=s&source=web&cd=17&ved=0CIEBEBYwEA&url=http%3A%2F%2Fwww.nissesbocker.se%2F&ei=8KqaU4mXMcje4QT5ooGACQ&usg=AFQjCNFjOo_be8U9LjIaDRFDlwt4FTlFug&sig2=uxqMoOrDGKlMC8nmxTLZ-Q "Nisses böcker" (Googles cache för Nissebocker.se). Läst 13 juni 2014.